# Pezza Petrosa

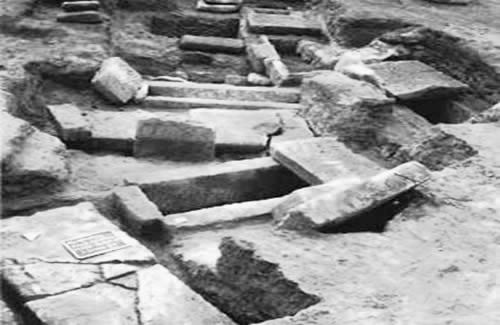
Necropoli di Pezza Petrosa

Pezza Petrosa è un sito archeologico nel comune di Villa Castelli (BR), presso la strada provinciale per Grottaglie. Il sito è costituito dai resti di una necropoli e di un phrourion esistito tra il IV secolo a.C. e I secolo a.C., nell'ambito di un'area che mostra significative tracce di frequentazione dal neolitico all'alto medioevo.

## Necropoli dorica

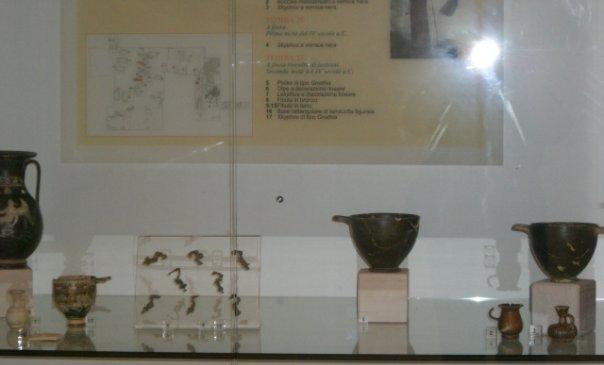
Ceramiche risalenti al IV secolo a.C. conservate presso il museo comunale di Villa Castelli

Nella località è stata rinvenuta la necropoli messapica e dorica di 33 sepolture di varia tipologia e orientamento, generalmente a inumazione e in alcuni casi polisome (con più di un defunto).
I corredi funerari, oggi ospitati presso il Museo archeologico nazionale di Taranto e presso il Museo archeologico comunale di Villa Castelli, permettono di datare l'uso della necropoli al IV-III secolo a.C. La somiglianza delle ceramiche rinvenute con quelle della greca Taranto hanno permesso di ipotizzare la presenza di un insediamento di fondazione tarantina al confine con i territori dei centri messapici di Kailia (Ceglie Messapica), Mesocorus (nei pressi di Carosino, Hyria (Oria), Brentèsion (Brindisi) ed Egnatia (nel comune di Fasano)..

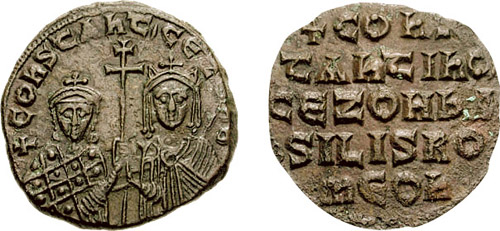
Moneta rappresentante Costantino VII e la madre Zoe Karvounopsina

Scavi archeologici sono stati condotti sul sito dalla Soprintendenza archeologica della Puglia nel 1989-1990. Gli scavi hanno identificato resti anche dell'abitato, un phrouron (avamposto militare) tarantino, riutilizzato in epoca romana. I resti, danneggiati dai lavori agricoli, comprendevano possibili resti di abitazioni e delle mura difensive in blocchi, databili per motivi stratigrafici a dopo la metà del IV secolo a.C..

## Reperti medievali
Pochi metri più a nord del sito archeologico sono state rinvenute tracce di cisterne altomedievali, oggi sotto il parcheggio del sito archeologico, È inoltre stata rinvenuta una moneta bizantina del X secolo con l'effigie dell'imperatore bizantino Costantino VII.

## Identificazione

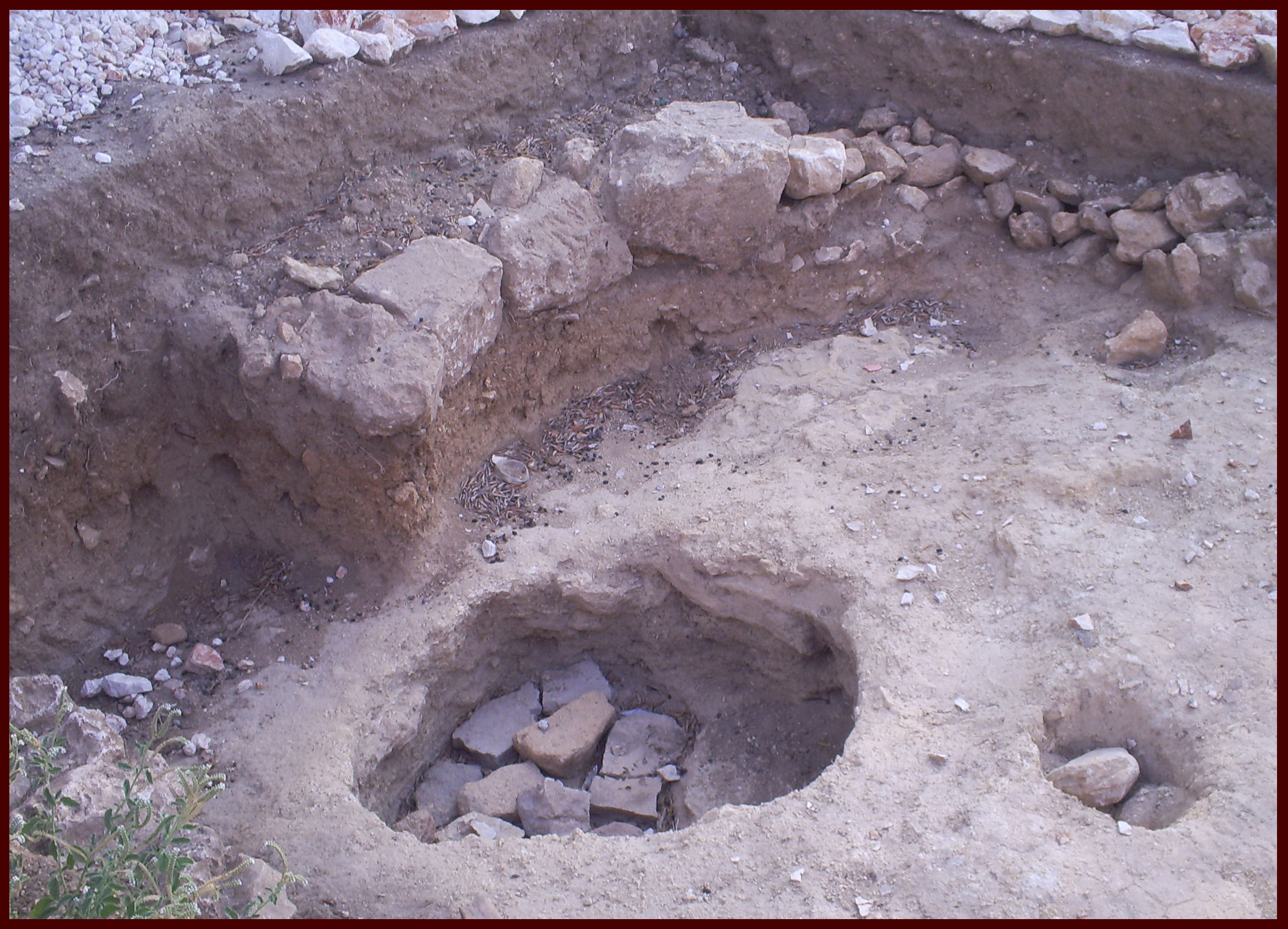
Cisterna dell'VIII secolo d.C. attualmente interrata

Nel 1590 in una carta geografica del Salento opera del cartografo fiammingo Gerard Kremer (e firmata per Gerardum Mercatorem) l'antica Rudiae sarebbe indicata tra Villa Castelli e Grottaglie.

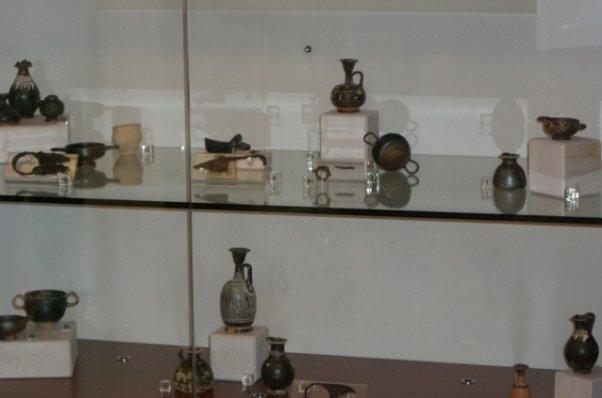
Reperti del IV secolo a.C. rinvenute durante gli scavi insieme a una moneta bizantina del IX secolo d.C.

 Negli anni trenta uno studioso locale ha ipotizzato l'identificazione del sito con la città romana di Rudiae. Sempre nel medesimo periodo l'allora soprintendente agli scavi archeologici in Puglia, Ciro Drago, aveva proposto l'identificazione del sito archeologico come parte dei resti dell'antica Rudiae che avrebbe coperto a macchia di leopardo il territorio tra Villa Castelli, Grottaglie e Francavilla Fontana. Successivamente tuttavia Rudiae è stata identificata con l'antico abitato messo in luce presso San Pietro in Lama a pochi chilometri da Lecce. L'ipotesi dell'identificazione del sito archeologico di Pezza Petrosa con Rudiae, è stata recentemente riproposta da uno studioso locale.
Un recente studio sul significato del termine phrourion discute, in base alle occorrenze delle fonti e in particolare dell'uso che ne viene fatto in Tucidide e Senofonte e, soprattutto, in Diodoro Le conclusioni a cui giunge lo studio sembrerebbero indicare che, sulla base delle fonti, il senso attribuibile al termine possa denotare anche una struttura urbana più complessa assimilabile alla polis.